# Brygida z Kildare
Święta Brygida z Kildare, irl. Naomh Bríd (ur. 452-456, zm. ok. 524) – dziewica, ksieni, założycielka podwójnego klasztoru w Kildare (jednego z najstarszych w Irlandii), święta Kościoła katolickiego.

## Żywot świętej

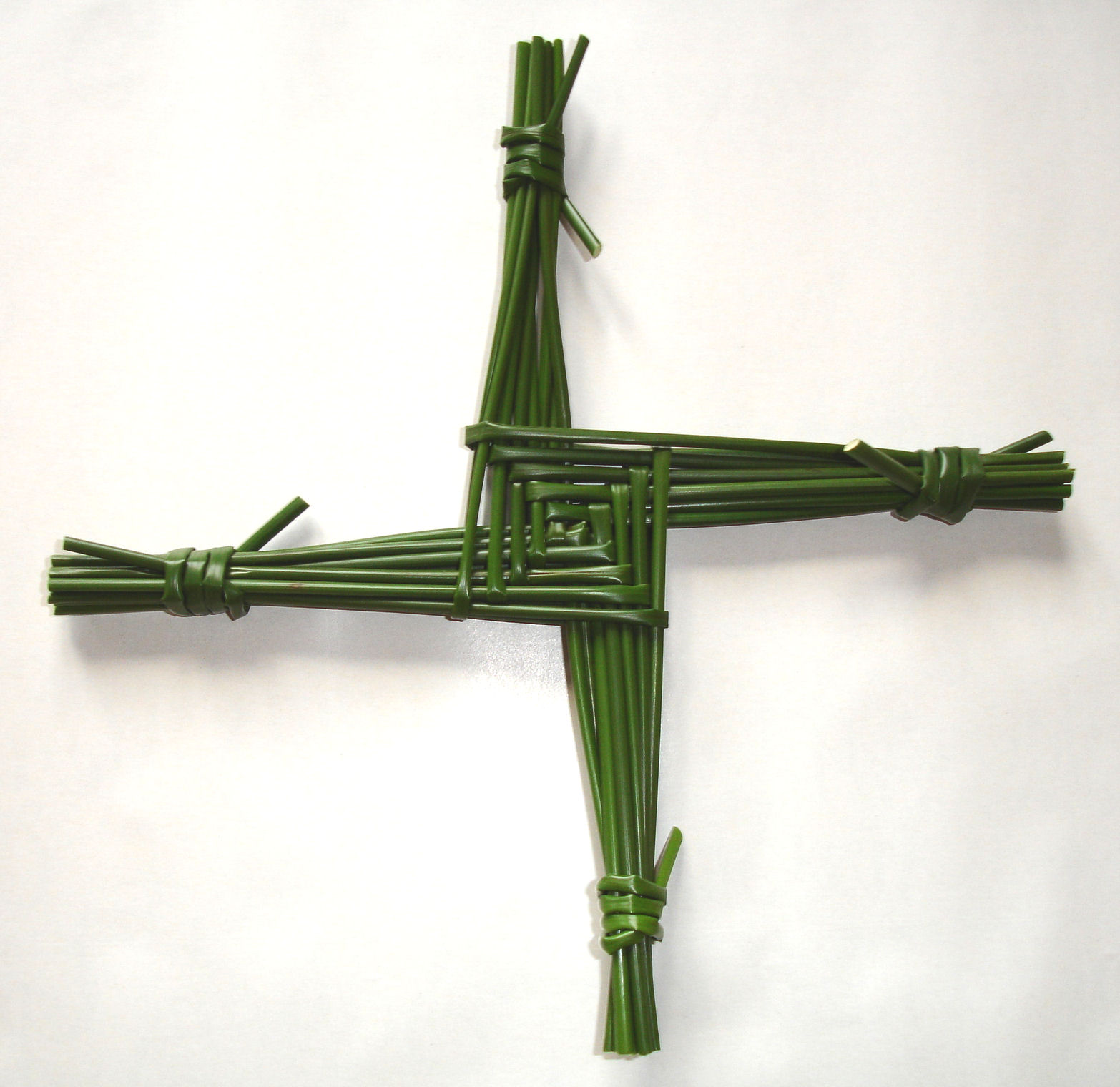
Krzyż świętej Brygidy

Zachowane Żywoty Św. Brygidy autorstwa Cogitosusa oraz Żywot pierwszy napisane w języku staroiryjskim nie zostały przetłumaczone na język polski.
Brygida urodziła się w rodzinie pogańskiej, jako mała dziewczynka zajmowała się wypasem owiec i bydła i pracą w polu. Według tradycji plotła małe krzyżyki ze słomy, które do dziś są bardzo popularne w Irlandii. Na znak dziewiczego oddania służbie Bożej przyjęła w 467 roku z rąk nieokreślonego biskupa welon. Założony przez św. Brygidę klasztor Kildar (Cell Dara - dębowy dom) miał duży wpływ na ewangelizację Irlandii. Klasztor funkcjonował do roku 836, kiedy został złupiony i w dużej części wyburzony przez Normanów.

## Kult
Postać świętej Brygidy łączona jest niekiedy z celtycką boginią ognia Brigid (Brigit).
Wspomnienie liturgiczne w Kościele katolickim obchodzone jest 1 lutego.

### Patronat
Jest najpopularniejszą, po świętym Patryku, irlandzką świętą – uznawaną obok niego i św. Kolumby za patronkę Irlandii i szczególną opiekunkę prac na roli. Liczne są w Irlandii kościoły pod jej wezwaniem. Tych troje świętych uznawanych jest za irlandzką trójcę cudotwórców.
Jest również patronką i opiekunką wyrobów mlecznych; w wigilię jej święta, czyli 31 stycznia, wystawiano według irlandzkiej tradycji chleb i mleko, a dom był uprzątnięty i przygotowany jak na przyjęcie gościa. Wierzono bowiem, że święta odwiedza gospodarstwa domowe. W spiżarni zaś obok garnców z mlekiem przez cały rok stawiano małe krzyżyki ze słomy, które miały uchronić mleko przed złośliwymi chochlikami spijającymi śmietankę.

### Ikonografia
W ikonografii przedstawiana jest zwykle w białym zakonnym habicie i czarnym welonie brygidkowskim z płomieniem nad głową oraz świecą w dłoniach (m.in. witraż z XIII-XIV wieku w katedrze w Strasburgu).